# Červen 2015

## Červen

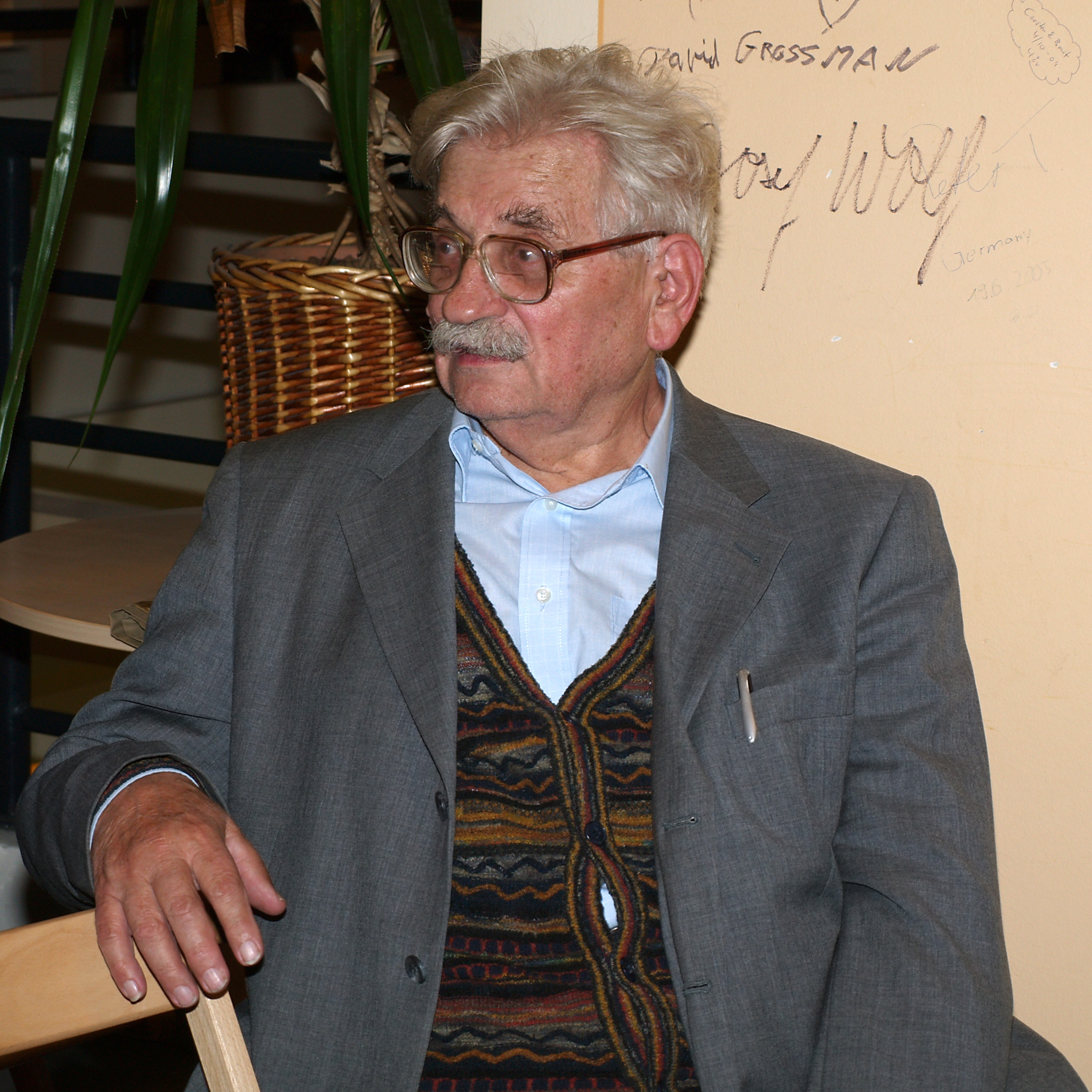
Ludvík Vaculík

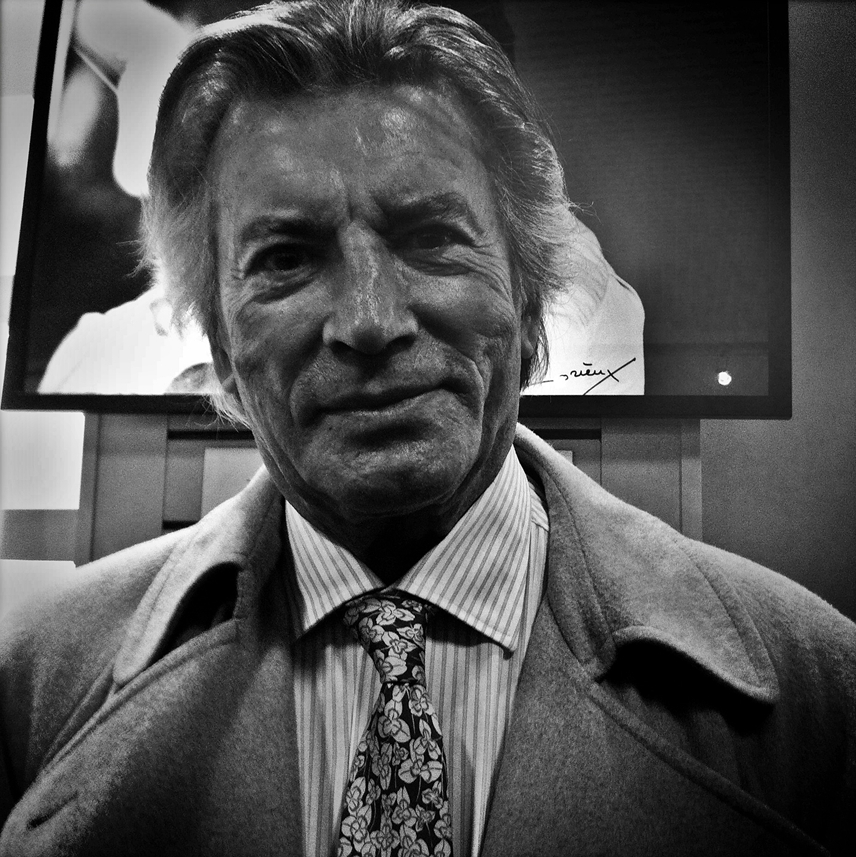
Pierre Brice

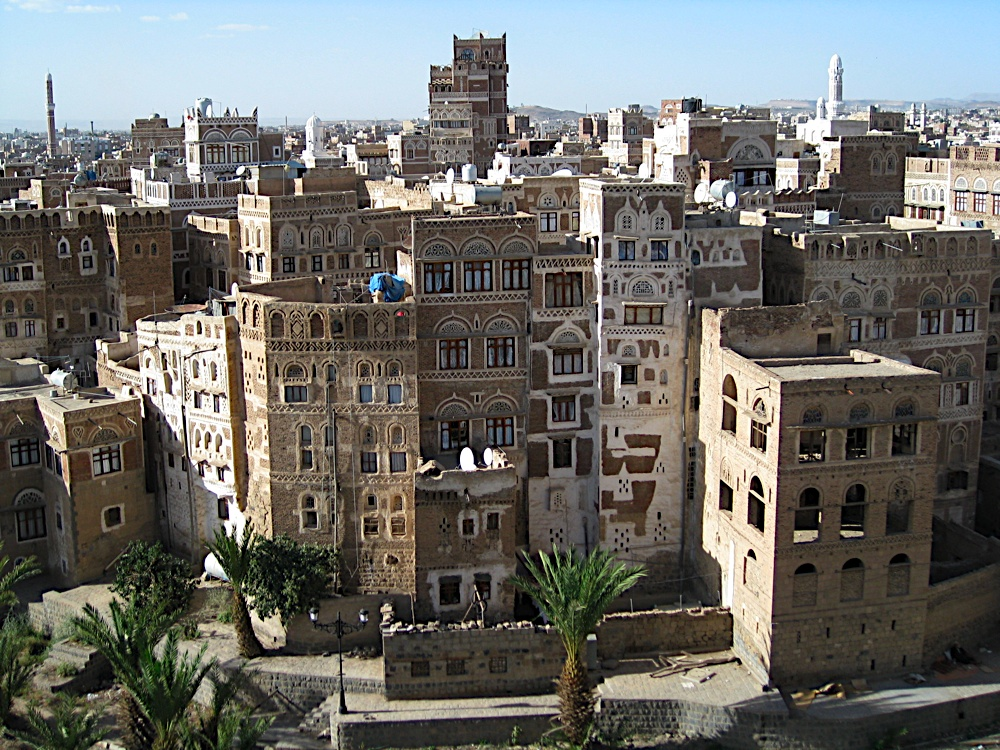
San'á

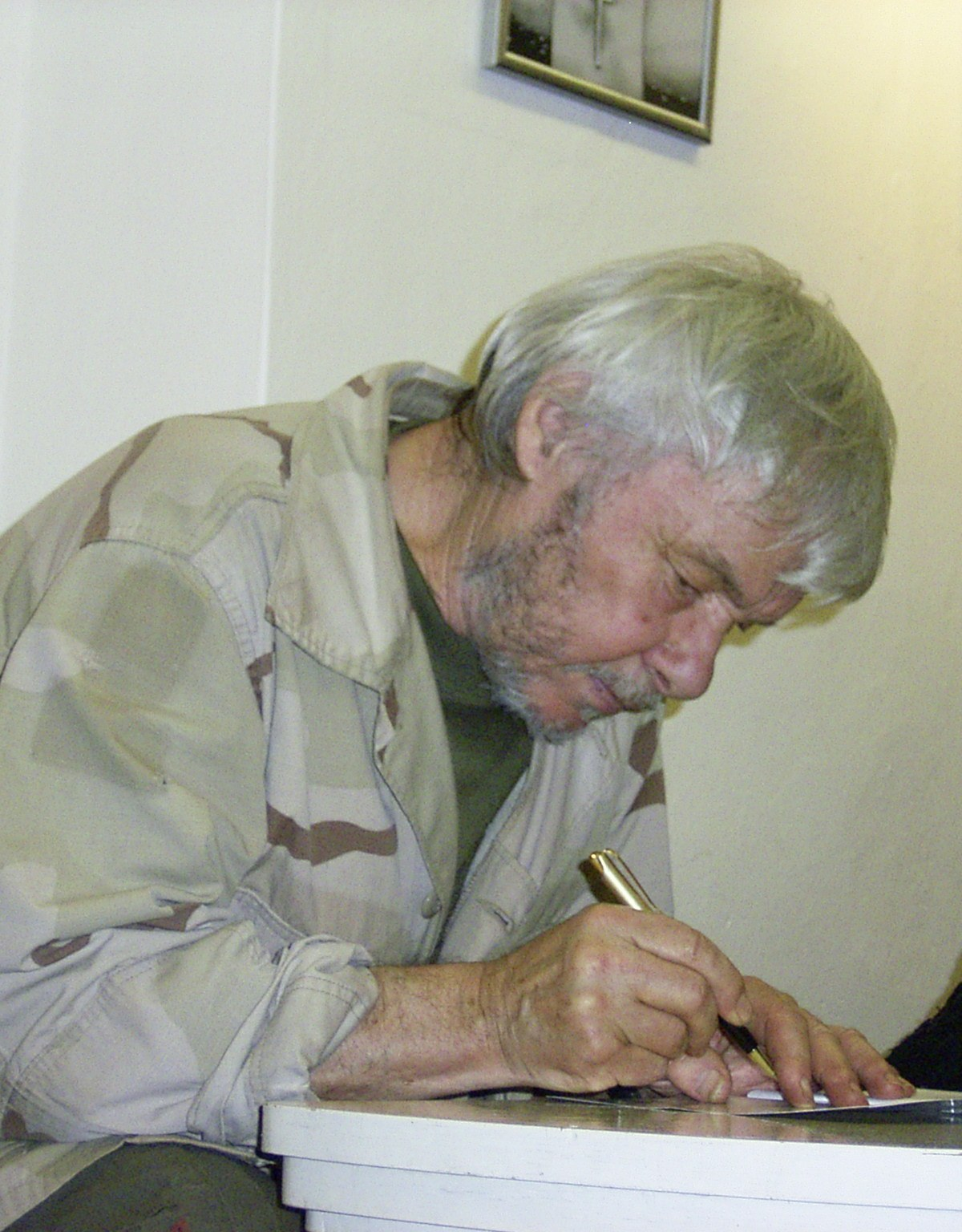
Kája Saudek

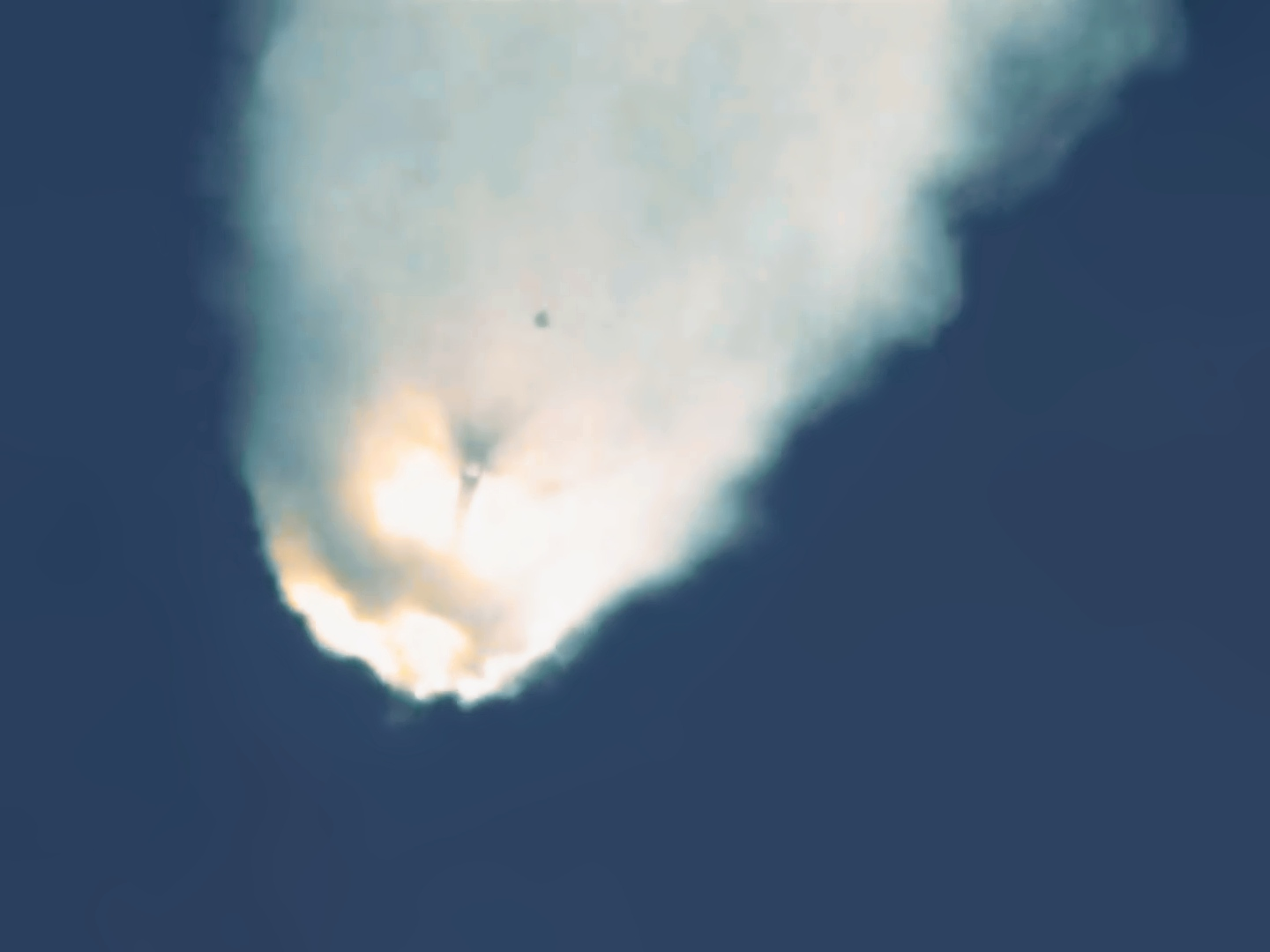
SpaceX CRS-7

1. června – pondělí 
 Devět lidí, včetně sedmi zaměstnanců humanitární organizace Člověk v tísni, bylo zastřeleno při útoku neznámých ozbrojenců na kancelář v provincii Balch na severu Afghánistánu.
2. června – úterý 
 Kolem 400 lidí utonulo poté, co se výletní loď Tung-fang č’-sing převrátila v bouři na řece Jang-c’-ťiang poblíž města Ťing-čou v provincii Chu-pej.
 Sepp Blatter po sedmnácti letech rezignoval na funkci prezidenta FIFA.
 Společnost Almaz-Antej, ruský výrobce systémů protivzdušné obrany oznámila, že Let Malaysia Airlines 17 byl sestřelen s pomocí zastaralé verze systému Buk-M1-2, která byla odpálena z území kontrolovaného ukrajinskou armádou.
3. června – středa 
 Válka na východní Ukrajině: Bojovníci Doněcké lidové republiky zaútočili na pozice Ukrajinské armády v městech Krasnohorivka a Marjinka na předměstí Doněcku.
 Čínská armáda zahájila rozsáhlé vojenské cvičení v provincii Jün-nan u hranic s Myanmarem, kde v sousedícím Šanském státě bojuje barmská armáda s povstáním příslušníků čínské menšiny v autonomním regionu Kokang.
4. června – čtvrtek 
 Kolem 150 lidí zemřelo při výbuchu benzínové pumpy, v níž se schovávali před dvoudenním přívalovým deštěm a povodní, které zasáhly ghanské hlavní město Accra.
 Omarova brigáda hlásící se k Islámskému státu odpálila čtyři rakety na izraelské území. Izraelské letectvo v odvetě bombardovalo cíle v Pásmu Gazy.
6. června – sobota 
 V 88 letech zemřel český spisovatel a fejetonista Ludvík Vaculík (na obrázku), autor manifestu Dva tisíce slov.
 Ve věku 86 zemřel také francouzský herec a zpěvák Pierre Brice (na obrázku) známý jako představitel apačského náčelníka Vinnetoua.
 Válka na východní Ukrajině: Zmocněnkyně OBSE pro Ukrajinu Heidi Tagliaviniová rezignovala na svou funkci.
 Indický premiér Naréndra Módí spolu se svým bangladéšským protějškem podepsal dohodu o vzájemné výměně území s cílem zjednodušit komplikovanou společnou hranici.
8. června – pondělí 
 Organizace spojených národů vydala zprávu zabývající se porušováním lidských práv ve východoafrické Eritreji. Zároveň vyzvala členské státy, aby eritrejské uprchlíky v žádném případě nerepatriovaly do jejich vlasti. Eritrejci jsou po Syřanech druhou největší skupinou imigrantů směřujících do Evropy.
 V mexických parlamentních volbách zvítězila Institucionální revoluční strana stávajícího prezidenta Enriqueho Peňi Nieta. Volby poznamenaly protesty ze strany radikálních učitelských oborů a rodičů 43 unesených studentů, kteří hromadně pálili volební lístky.
7. června – neděle 
 Strana spravedlnosti a rozvoje stávajícího prezidenta Recepa Tayyipa Erdogana vyhrála turecké parlamentní volby, ale ztratila parlamentní většinu.
 Válka na východní Ukrajině: V Azovském moři z neznámých důvodů explodoval hlídkový člun ukrajinských ozbrojených sil.
 Pokud se prokáže korupce v kauze FIFA, Rusko a Katar přijdou o pořádání Mistrovství světa v letech 2018 a 2022.
10. června – středa 
 Vojenská intervence proti Islámskému státu: Spojené státy americké oznámily navýšení počtu vojáku v Iráku o 450 vojenských poradců.
11. června – čtvrtek 
 Bojovníci Fronty an-Nusrá zabili v provincii Idlib 20 drúzských civilistů.
 Kokangští povstalci vyhlásili jednostranné příměří. Konflikt mezi Barmskou armádou a kokangskými rebely si vyžádal stovky obětí a tisíce lidí před ním uprchly do sousední Číny.
 Bývalý šéf vnitřní bezpečnosti Čínské lidové republiky a účastník Wang Li-ťünůva incidentu Čou Jung-kchang byl odsouzen k doživotnímu odnětí svobody.
12. června – pátek 
 Moldavský premiér Chiril Gaburici rezignoval kvůli pochybnostem o jeho vysokoškolském diplomu.
 Pět lidí zemřelo při náletu letectva arabské koalice na centrum jemenské metropole San'á (na obrázku), které je zapsáno na seznamu světového dědictví UNESCO.
 Španělský parlament schválil zákon umožňující potomkům sefardských židů, vyhnaných ze země roku 1492, požádat o španělské občanství.
 Německé státní zastupitelství oznámilo zastavení vyšetřovaní v kauze odposlechů telefonátů německé kancléřky Angely Merkelové ze strany americké Národní bezpečnostní agentury.
 Americká Sněmovna reprezentantů zakázala poskytovaní výcviku příslušníkům batalionu Azov, který na základě spojení s Pravým sektorem obviňuje z inklinací k rasismu a neonacismu.
 V Baku, hlavním městě Ázerbájdžánu, začínají sportovní Evropské hry.
13. června – sobota 
 Rakousko pozastavilo vyřizování žádostí o azyl. Zároveň vyzvalo ostatní státy Evropské unie, aby přijaly závazné kvóty k přerozdělování uprchlíků.
 Více než 14 mrtvých a přes 130 nakažených si vyžádala probíhající epidemie viru MERS v Jižní Koreji.
14. června – neděle 
 Občanská válka v Sýrii: Tisíce Syřanů překročily tureckou hranici prchajíc před kurdskou ofenzivou s cílem dobýt strategicky položený hraniční přechod Tall Abjad v držení Islámského státu.
 Jihoafrický soud vydal předběžné opatření, které zakazuje súdánskému prezidentu Umaru Bašírovi opustit zemi. Umar al-Bašír je stíhán Mezinárodním trestním soudem za jeho podíl na válečných zločinech a zločinech proti lidskosti spáchaných během války v Dárfúru.
Sonda Evropské vesmírné agentury Philae na povrchu komety 67P/Churyumov-Gerasimenko se po několika měsících ohlásila řídícímu středisku v německém Darmstadtu.
 Nejméně 11 obětí si vyžádaly přívalové povodně v gruzínském hlavním městě Tbilisi. Desítky nebezpečných zvířat utekly z místní zoologické zahrady.
15. června – pondělí 
 Nejméně 20 lidí bylo zabito při sérii koordinovaných sebevražedných útoků v čadském hlavním městě N'Djamena. Čad je klíčovým spojencem Nigérie v boji proti teroristické skupině Boko Haram.

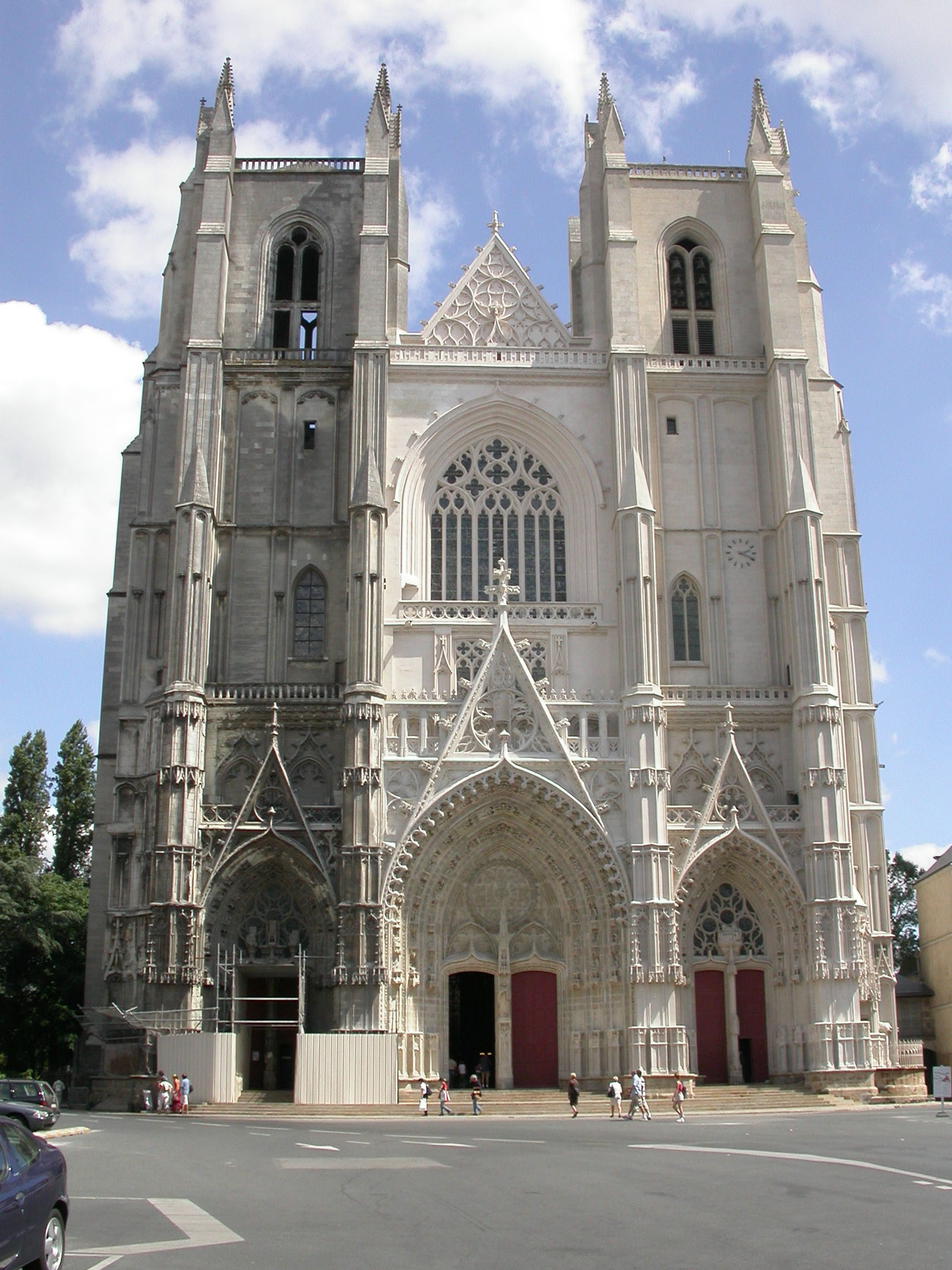
Katedrála svatého Petra a Pavla v Nantes

 Katedrálu svatého Petra a Pavla (na obrázku) ve francouzském Nantes zachvátil požár.
 Druhá občanská válka v Libyi: Lokální milice vyhnala bojovníky Islámského státu z východolibyjského přístavu Derna.
 Kolumbijská armáda zabila velitele Národní osvobozenecké armády, druhé největší gerilové organizace v zemi.
16. června – úterý 
 Mnichovský správní soud nepravomocně označil za neplatné rozhodnuti Sudetoněmeckého krajanského sdružení o zřeknutí se požadavku na vrácení majetku zabaveného během vysídlení Němců z Československa.
 Korejská centrální zpravodajská agentura oznámila, že Severní Koreu postihlo nejhorší sucho za posledních 100 let. Potvrdila tak dřívější tvrzení jihokorejského tisku.
 Odvolací soud potvrdil trest smrti pro bývalého egyptského prezidenta Muhammada Mursího.
17. června – středa 
 Francie vytvoří 10 500 ubytovacích míst pro žadatele o azyl.
 Slovinské úřady zadržely v Lublani bývalého kosovského premiéra Ramuše Haradinaje, který je Srbskem hledán za svůj podíl na válečných zločinech a zločinech proti lidskosti spáchaných během kosovské války za nezávislost.
 Válka na východní Ukrajině: Stovky lidí protestovaly v Doněcku proti válce a zneužívání civilistů coby živých štítů ze strany doněcké domobrany.
 Palestinský prezident Mahmúd Abbás přijal rezignaci předsedy vlády národního sjednocení mezi znepřátelenými hnutími Fatah a Hamás.
 Stovky lidí protestovaly v centru Hongkongu proti kontroverznímu návrhu volebního zákona, který má umožnit první přímé volby správce města v roce 2017.
18. června – čtvrtek 
 Belgický soud zabývající se kauzou ropné společnosti Jukos nařídil zabavit ruský státní majetek v hodnotě 1,9 miliardy dolarů nacházející se na belgickém území.
 38 lidí bylo zabito při útoku skupiny Boko Haram na nigerské příhraniční vesnice.
 Čadské letectvo provedlo nálety na pozice teroristické skupiny Boko Haram v severovýchodní Nigérii.
 Úřad Vysokého komisaře OSN pro uprchlíky oznámil, že celkový počet běženců v roce 2014 dosáhl 60 milionů.
 Římskokatolický Kostel Rozmnožení chlebů a ryb na břehu Galilejského jezera, připomínající Ježíšův zázrak nasycení pěti tisíců, se stal terčem žhářské útoku. Úřady z činu viní židovské extrémisty.
 Devět lidí bylo zastřeleno při útoku bělošského pachatele na sboru Africké metodistické episkopální církve ve městě Charleston v Jižní Karolíně. Policie případ vyšetřuje jako rasově motivovanou vraždu.
 Hongkongský regionální parlament zamítl Pekingem podporovaný návrh volební reformy, která měla umožnit přímé volby správce Hongkongu v roce 2017.
19. června – pátek 
 V dánských parlamentních volbách získali nejvíce hlasů Sociální demokraté, současná premiérka a předsedkyně strany Helle Thorningová-Schmidtová rezignovala na svou funkci. Na druhém místě se umístila protiimigrační Dánska lidová strana.
20. června – sobota 
 Tři lidé byli zabiti a desítky dalších zraněny, poté co řidič najel na přeplněné náměstí ve Štýrském Hradci.
 Desetitisíce lidí demonstrovaly v několika britských městech proti politice škrtů vlády Davida Camerona.
 Asi šest tisíc fašistů protestovalo ve slovenské metropoli Bratislavě proti přijímaní uprchlíků. Během protestů bylo napadeno několik slovenských občanů a cizinců sledujících cyklistický závod.
 Zástupci maliské vlády a Tuaregů podepsali mírovou dohodu, která garantuje rozsáhlou autonomii severu země.
21. června – neděle 
 Kolem 300 tisíc lidí protestovalo v Římě proti vládnímu návrhu na uzákonění registrovaného partnerství.
 Válka v Donbasu: Ukrajinský generál Oleksandr Kolomiec přeběhl na stranu novoruských povstalců.
 Kostel Africké metodistické episkopální církve v Charlestonu byl opětovně otevřen, poté co jednadvacetiletý bělošský rasista Dylann Roof zastřelil reverenda Clementa Pinckneyho a dalších osm členů sboru.
22. června – pondělí 
 Guvernérka Jižní Karolíny Nikki Haleyová nařídila v reakci na útok v Charlestonu stažení konfederační vlajky ze státních budov.
 Papež František se jménem katolické církve omluvil představitelům valdenské církve za pronásledování, které z jejich strany od roku 1487 zakoušeli.
 Ministr obrany Ashton Carter potvrdil americký zájem vyslat těžkou výzbroj pro 5 000 vojáků do Litvy a Polska.
 Bojovníci hnutí Tálibán provedli sebevražedný útok na afghánský parlament. Sedm útočníků bylo zabito.
 Tým odborníků ze Zoologické zahrady Praha se vrátil po provedení záchranných prací ve vyplavené zoologické zahradě v gruzínském Tbilisi.
23. června – úterý 
 Tisíce lidí protestovaly v arménském Jerevanu proti rozhodnutí vlády zvyšujícím ceny elektrické energie.
 Maďarsko pozastavilo platnost evropské azylové dohody.
 Ukrajinská tajná služba provedla razii v klášteře státem neuznávané Ukrajinské pravověrné řeckokatolické církve známé též jako sekta dohnalitů podle zakladatele Antonína Dohnala poblíž Lvova.
 Společnost Walmart vyřadila zboží potisknuté konfederační vlajkou ze své nabídky.
 Ve věku 61 let zemřel při letecké nehodě skladatel filmové hudby James Horner.
 Izraelští Drúzové napadli zdravotnický konvoj Izraelských obranných sil převážející zachráněné Syřany. Jednoho z pacientů ubili a obvinili Izrael ze spolupráce s frontou an-Nusrá.
 Více než 1 000 lidí zemřelo v důsledku vlny veder, která postihla pákistánskou provincii Sindh a její metropoli Karáčí.
24. června – středa 
 Nejméně 18 mrtvých si vyžádal střet mezi Ujgury a čínskou policií v provincii Sin-ťiang na západě země.
25. června – čtvrtek 
 Jihoafrická vládní komise označila policii jako viníka Marikánského masakru.
 Více než 1 000 lidí zemřelo v důsledku vlny veder, která postihla pákistánskou provincii Sindh a její metropoli Karáčí.
 Francouzští taxikáři vyhlásili generální stávku na protest proti společnosti Uber.
 V reakci na útok v Charlestonu stáhla Alabama jižanskou vlajku ze státních budov.
 Neznámý žhář zapálil černošský baptistický kostel ve městě Charlotte v Severní Karolíně.
 Nejméně 120 lidí bylo zabito při útoku bojovníků Islámského státu na kurdské město Kobané, o které byly v minulých měsících sváděny tvrdé boje. Islámský stát také zahájil ofenzívu proti zbylým silám syrské armády v Kurdy kontrolovaném městě Hasaka na severovýchodě země.
26. června – pátek 
 Svatý stolec uzavřel dohodu o právech katolické církve na území Palestiny, čímž ji de facto uznal jako stát.
 Ve věku 80 let zemřel komiksový kreslíř Kája Saudek (na obrázku).
 Nejvyšší soud Spojených států amerických rozhodl o rozšíření práva uzavírat stejnopohlavní manželství ve všech 50 státech USA.
 Občanská válka v Somálsku: Nejméně 30 vojáků Africké unie padlo při bojích s bojovníky skupiny aš-Šabáb o základnu severozápadně od metropole Mogadišu.
 Nejméně 39 lidí včetně turistů bylo zabito při útoku na hotelové pláži v tuniském městě Sousse.
 Nejméně 27 lidí bylo zabito při útoku sebevražedného atentátníka z Islámského státu na ší'itskou mešitu v hlavním městě emirátu Kuvajt.
 Jeden člověk byl zabit a další dva zraněni při pravděpodobném islamistickém útoku na chemičku u Lyonu provázeném sérií menších výbuchů. Pachatel se vzdal policii.
27. června – sobota 
 Aktivistka Bree Newsomeová byla zadržena poté, co ze třicetimetrového stožáru před vládní budovou v Jižní Karolíně strhla jižanskou vlajku.
 Představitelé Eurozóny odmítli řecký návrh na prodloužení záchranného programu do neděle 5. července, na kterou řecký premiér Alexis Tsipras vyhlásil referendum o přijetí návrhů mezinárodních věřitelů na řešení řecké dluhové krize.
 Na ostrově Togo byla zahájena jedenáctidenní korunovace krále Tupoua VI.
 Kurdské milice YPG vytlačily bojovníky Islámského státu z města Kobaní. Boje si vyžádaly přes 150 civilních obětí.
28. června – neděle 
 Firma E.ON předčasně odstavila doposud nejstarší provozovanou německou jadernou elektrárnu Grafenrheinfeld nedaleko bavorského Schweinfurtu.
 Lars Lökke Rasmussen byl jmenován staronovým dánským premiérem.
 Turecká policie rozehnala v Istanbulu účastníky nepovoleného pochodu Gay Pride.
 Raketa Falcon 9 (na obrázku) společnosti SpaceX vezoucí zásoby pro ISS explodovala krátce po startu z Kennedyho vesmírného střediska na Floridě.
 Kolem 500 lidí bylo popáleno při požáru na koncertě v zábavním parku v tchajwanském městě Nová Tchaj-pej.
29. června – pondělí 
 Nejvyšší soud Spojených států amerických rozhodl, že užívání látky midazolam během poprav smrtící injekcí neodporuje americké ústavě.
 Ve věku 84 let zemřel fotbalista Josef Masopust, první český držitel Zlatého míče.
 Nejméně 11 lidí zemřelo při razii čadských bezpečnostních složek v metropoli N'Djamena proti příslušníkům skupiny Boko Haram.
 Ve věku 91 let zemřel Ladislav Chudík, slovenský divadelní i filmový herec, v Česku především známý jako primář Sova ze seriálu Nemocnice na kraji města.
 Egyptský generální prokurátor Hišám Barakát byl zabit při bombovém útoku.
 Dluhová krize v Řecku: Řecká vláda uzavřela na týden athénskou burzu a banky v celé zemi s cílem vyhnout se bankovní panice poté, co představitelé Eurozóny odmítli řecký návrh na prodloužení záchranného programu.
 Izraelské obranné síly obsadily švédskou loď aktivistů snažících se překonat blokádu Pásma Gazy.
30. června – úterý 
 Mistry Evropy ve fotbale hráčů do 21 let se stali hráči Švédska, když ve finále porazili Portugalsko na penalty.
 Kalifornský guvernér Jerry Brown podepsal zákon nařizující povinné očkování školních dětí. Zákon byl schválen v reakci na epidemii spalniček v roce 2014.
 Australská policie zahájila pacifikaci vězeňského povstání ve věznici Ravenhall na předměstí Melbourne ve státě Victoria. V australských věznicích začal k 1. červenci platit zákaz kouření.
 Martin Konvička, mluvčí iniciativy Islám v České republice nechceme, oznámil kandidaturu ve volbách do zastupitelstev krajů v roce 2016.
 Nejméně 100 lidí zemřelo poté, co se dopravní letoun C-130 Hercules indonéského vojenského letectva zřítil na obytnou čtvrť v Medanu na Sumatře.
 Devět lidí bylo zraněno a dva lidé zemřeli poté, co se v japonském rychlovlaku Šinkansen upálil jeden z cestujících.